# Pasta con le sarde
Les pasta con le sarde, également nommées pasta chî sardi en sicilien, (« pâtes aux sardines ») sont un plat typique de la cuisine sicilienne reconnu par le ministère (italien) des Politiques agricoles, alimentaires et forestières. À l'origine, c'est un plat de saison préparé du printemps à la fin de l'été lorsque les deux ingrédients principaux (sardines et fenouil) sont présents en produits frais.
Il existe de nombreuses variantes. L'une des plus importantes est les pâtes aux sardines alla trappitara, une recette jalousement gardée par les familles maritimes de Trappeto (Palerme).

## Histoire

### Origines
La tradition attribue la création des pasta con le sarde à un cuisinier arabe du général Eufemio da Messina, lors de la campagne militaire des Arabes dans la province de Syracuse. Selon une autre version, peu présente dans les sources, le fait se serait passé à Mazara del Vallo. Le cuisinier devait nourrir les nombreuses troupes, mais se trouvant dans des conditions difficiles, il dut faire appel à son inventivité et élaborer un plat avec ce que la nature de ce lieu lui offrait. C'est ainsi qu'il associa le poisson, représenté par les sardines (ou anchois dans la version du plat qui remonte aux traditionnels spaghettis de Syracuse), et les saveurs de la terre : représentées par le fenouil, principalement, et les pignons de pin.

### Époque contemporaine
Le plat du cuisinier d'Eufemio est aujourd'hui considéré comme le premier mare-monti de l'histoire, car il a su allier les produits naturels de la mer et ceux de la montagne,. C'est un plat de saison qui est préférablement préparé de mars à septembre lorsque les sardines fraîches se trouvent au marché et que le fenouil sauvage peut être cueilli dans les champs. C'est aussi une des spécialités servies lors des fêtes de la Saint-Joseph.
Les pasta con le sarde figurent dans la liste des produits alimentaires traditionnels italiens (PAT) du ministère des Politiques agricoles, alimentaires et forestières (Mipaaf) sous l’appellation d'origine sicilienne pasta che sàrdi.

## Ingrédients
Les principaux ingrédients sont les sardines, les pâtes et le fenouil. La sardine est un poisson bleu très commun en Méditerranée. Il appartient au même groupe que les anchois, mais il est plus gras et doit donc être cuit au plus tard huit heures après la pêche pour ne pas compromettre sa saveur. Il est principalement pêché de mars à septembre. Les sardines utilisées pour ce plat doivent être fraîches et ne peuvent pas être remplacées par des sardines à l'huile. Elles doivent être nettoyées et filetées, en enlevant la tête, la queue et les arêtes, puis lavées et séchées entre deux chiffons propres. Trois types de pâtes sont généralement indiqués, toutes de semoule de blé dur : bucatini et perciatelli (ce sont des spaghettis creux, les perciatelli sont légèrement plus gros que les bucatini et souvent appelés par le nom générique de macaroni), le mezzani ou demi ziti. Le fenouil de montagne mentionné dans les recettes est le fenouil sauvage.
Dans les pâtes aux sardines, ce n'est pas le bulbe du fenouil qui est utilisé mais les parties les plus tendres et les plus vertes des pousses, des jeunes brindilles et des feuilles plumeuses typiques (ou barbe), lesquelles peuvent être récoltées à la campagne du printemps à l'automne, c'est-à-dire à la même période où il est possible de trouver des sardines très fraîches sur les marchés. Les autres ingrédients de la recette classique sont les oignons, les anchois salés, les raisins secs, les pignons de pin, un sachet de safran, de l'huile, du sel et du poivre. Dans la variante « à la messine », le safran n'est généralement pas utilisé. Il doit être servi avec de la chapelure grillée.

## Variantes
Il existe plusieurs variantes : parmi elles, celle de la zone dite « blanche » de Palerme sans ajout de sauce tomate, et une autre très répandue dans la région d'Agrigente où le concentré de tomate est nécessaire en phase de préparation. Cette recette est si répandue dans la région de Palerme qu'au fil du temps plusieurs variantes se sont imposées, à la fois dans la tradition familiale et dans les cuisines des grands chefs. Francesco Paolo Cascino, célèbre chef sicilien, met des échalotes et une gousse d'ail à la place des oignons, mouille la sauce avec un verre de vin blanc et utilise des sardines dessalées au lieu d'anchois dessalés. Pino Correnti, illustre gastronome sicilien, ne combine que la moitié des sardines avec des oignons frits. On égoutte les pâtes al dente, on les mélange avec la sauce. Elles sont ensuite placées dans une casserole et recouvertes de l'autre moitié des sardines dorées dans une deuxième casserole dans leur sauce. Enfin, on saupoudre la surface d'amandes hachées et on fait cuire à la poêle pendant dix minutes.
Veronelli et Carnacina concluent également la préparation au four, à feu moyen pendant environ 20 minutes. Tandis que Di Leo et Allotta suggèrent simplement de laisser reposer les pâtes assaisonnées pendant 10 minutes avant de servir. Enfin, une variante assez courante, évoquée par Allotta : Pasta con le sarde alla milanisa, qui consiste à verser 3 dl de sauce tomate une fois tous les autres ingrédients réunis dans la poêle. La cuisson doit se poursuivre pendant environ 30 minutes à feu doux. Une fois égouttées, les pâtes sont assaisonnées avec la sauce et saupoudrées de chapelure, grillées dans une poêle avec deux cuillères à soupe d'huile.